# أولا أينا
أولا أينا (بالإنجليزية: Ola Aina)‏ (8 أكتوبر 1996 المملكة المتحدة - ) هو لاعب كرة قدم بريطاني، يلعب كمدافع.

## وصلات خارجية
أولا أينا على موقع الاتحاد الأوربي (الإنجليزية)
- أولا أينا على موقع قاعدة بيانات كرة القدم.إي يو (الإنجليزية)
- أولا أينا على موقع ناشيونال فوتبول تيمز (الإنجليزية)
- أولا أينا على موقع Soccerbase.com (لاعب) (الإنجليزية)
- أولا أينا على موقع Soccerway.com (الإنجليزية)
- أولا أينا على موقع عالم كرة القدم.نت (الإنجليزية)
- أولا أينا على موقع AS.com (الإسبانية)